# أحمد إسماعيل حسين
أحمد إسماعيل حسين (حُديدي) (بالصومالية: Axmed Ismaaciil Xuseen Xudeydi)‏ كان موسيقي صومالي برع في العزف على العود وتأليف الأغاني.

## النشأة
ولد الحديدي في بربرة عام 1928 ونشأ في اليمن حيث كان والده رقيبًا في الشرطة، وأحب الحديدي الموسيقى منذ نعومة أظفاره، ووقع في حب العود عندما اصطحبه والده إلى حفلة في عدن حيث راقب عن كثب عزف عازف على الود، وتعلم الحديدي العزف من عبد الله قرشي، الذي نصح والد الحديدي بشراء عود لابنه، بالإضافة إلى الكتب وأدوات الكتابة للمدرسة.
خلال الخمسينيات والستينيات من القرن الماضي، تنقل الحديدي بين اليمن والصومال وجيبوتي، حيث كان يعزف على العود ويواجه مشاكل بسبب غناءه أغاني تتضمن مواضيع سياسية. في عام 1973 انتقل الحديدي إلى المملكة المتحدة، حيث كان يحيي حفلات الزفاف العائلية ويدرب على العزف على العود.
تقاعد الحديدي بعد حفلة موسيقية أخيرة في مركز الخزانة الصومالية للفنون والثقافة في فبراير 2020.

## وفاته
توفي الحديدي في 8 أبريل 2020 في لندن جراء إصابته بفيروس كورونا قبل عيد ميلاده الـ92 بثمانية أيام.